# Петранович, Лана
Лана Петранович (хорв. Lana Petranović; род. 4 января 2000, Загреб) — хорватская фигуристка, выступающая в парном катании с Антонио Соуза-Кордейру. Трёхкратная чемпионка Хорватии, участница чемпионатов Европы и чемпионатов мира.

## Карьера

### Ранние годы
Петранович начала кататься на коньках в 2007 году. Сначала выступала в женском одиночном катании, участвовала в юниорской серии Гран-при в октябре 2014 года. В последний раз она выступала в одиночном разряде в январе 2015 года на Европейском юношеском олимпийском зимнем фестивале в Дорнбирне.
Петранович решила перейти в парное катание, её партнёром стал Михаэль Люк. Пара тренировалась в США. Они дебютировали на международной арене в сентябре 2015 года на Lombardia Trophy в Италии и приняли участие в других соревнованиях, включая три турнира серии «Челленджер», но затем распались. Их последним совместным соревнованием стал Мемориал Хельмута Зайбта в феврале 2016 года.
Петранович переехала в Москву и весной 2016 года встала в пару с россиянином Антонио Соуза-Кордейру.

### Сезон 2016/2017
Дебютировав за сборную под руководством Юрия Ларионова, Петранович / Соуза-Кордейру заняли четвертое место на Warsaw Cup 2016. Также они стали пятыми на «Золотом коньке Загреба»; 15-ми на чемпионате Европы 2017 в Остраве и 21-ми на чемпионате мира в Хельсинки.

### Сезон 2017/2018
Петранович перенесла операцию на колене после травмы мениска и вернулась на лед через три месяца. Из-за восстановления они не участвовали на Nebelhorn Trophy 2017, который был последним этапом квалификации на Зимние Олимпийские игры 2018 года. Они вернулись к соревнованиям в январе, заняв 12-е место на чемпионате Европы 2018 года в Москве. В марте они заняли 21-е место на чемпионате мира в Милане.

### Сезон 2018/2019
Их тренером был Дмитрий Савин. Петранович / Соуза-Кордейру заняли 7-е место на Lombardia Trophy 2018.

## Результаты

### с Соуза-Кордейру
| Соревнование                                                      | 16/17 | 17/18 | 18/19 | 19/20 | 20/21 |
| ----------------------------------------------------------------- | ----- | ----- | ----- | ----- | ----- |
| Чемпионат мира                                                    | 21    | 21    | 16    | C     | 21    |
| Чемпионат Европы                                                  | 15    | 12    | 8     | 15    |       |
| Чемпионат Хорватии                                                | 1     | 1     | 1     |       |       |
| CS Загреб                                                         | 5     |       | 7     | 12    |       |
| CS Ломбардия                                                      |       |       | 7     |       |       |
| CS Nebelhorn                                                      |       |       | 8     |       |       |
| CS Warsaw Cup                                                     | 4     |       |       |       |       |
| TBD = Заявлена на турнир; WD = Снялась; C = Соревнование отменено |       |       |       |       |       |